# Axelstjärnen
Axelstjärnen är en sjö i Malung-Sälens kommun i Dalarna och ingår i Dalälvens huvudavrinningsområde. Vid provfiske har elritsa, röding och öring fångats i sjön.